# 2019冠状病毒病中非共和国疫情
2019冠状病毒病中非共和国疫情，介绍在2019新型冠狀病毒疫情中，在中非共和国发生的情况。

## 时间轴

### 3月
2020年3月14日，中非共和国确诊首例2019冠状病毒病病例。患者为意大利人，8日飞抵中非共和国首都班吉。
3月19日，新增2例确诊病例，分别为66岁和67岁本国女性。一例4日乘摩洛哥皇家航空入境，一例5日乘肯尼亚航空入境。
3月24日，报告第5例确诊病例，中非共和国开始出现本地传播。总统福斯坦-阿尔尚热·图瓦德拉26日就疫情发表全国讲话，颁布了新的防疫补充措施以阻止或限制本地传播。
3月27日，报告第6例确诊病例，为居住在班吉的意大利人。

### 4月
4月1日，新增确诊2例，累计8例。累计治愈病例3例，无死亡病例。新增2例分别为32岁男性和29岁女性，均来自班吉。
4月4日，报告第9例确诊病例，为居住在班吉的44岁卢旺达男性。
4月7日，报告第10例确诊病例，为居住在班吉的88岁女性，曾与第7例患者有过接触。
4月8日，报告第11例确诊病例，为居住在班吉的43岁男性。
4月15日，报告第12例确诊病例，为来自南非的24岁中非男性。
4月20日，新增2例确诊病例，分别为：40岁中非男性，17日通过陆路从喀麦隆入境；52岁中非男性，19日乘法国专机入境。
4月22日，新增2例确诊病例，分别为：28岁中非女性，于8日通过陆路入境；42岁喀麦隆男性，19日通过陆路入境。
4月23日，报告第17例确诊病例，为居住在班吉的26岁中非男性。
4月24日，新增2例确诊病例，均为中非男性，近期从喀麦隆返回，年龄分别为28岁和36岁。
4月26日，新增22例确诊病例，累计确诊41例。新增17例是境外输入性病例，5例是本地传播病例，患者年龄最小17岁，最大57岁。
4月27日，新增9例确诊病例，累计确诊50例。新增8例为输入性病例，1例为本地传播型病例，全部为男性，患者年龄最小19岁，最大57岁，全部通过陆路入境。
4月30日，新增14例确诊病例，累计确诊64例。新增12例为境外输入病例，2例为本地病例，患者年龄最小25岁，最大56岁。

### 5月
5月1日，新增8例确诊病例，累计确诊72例。新增8例均为输入病例，患者年龄最小23岁，最大57岁。
5月4日，新增22例确诊病例，累计确诊94例。新增12例为输入型病例，10例为本地传播，其中19名男性，3名女性，患者年龄最小18岁，最大66岁。
5月8日，新增49例确诊病例，累计确诊143例。新增32例为输入型病例，17例为本地传播，其中33名男性，16名女性，患者年龄最小5个月，最大66岁。